# Деконцентрация
Деконцентрацията представлява организационна техника, състояща се в предаването на важни права по приемането на решения на представители на централната власт, поставени начело на административно – териториални структури. От друга страна се приема като усъвършенствана форма на децентрализация, която се изразява в разширяване самостоятелността на местните органи на държавно управление.
Деконцентрацията е трансфер на функции от централните държавни органи към местните органи, които са на централно подчинение. Тези органи действат при пълно спазване на принципа на йерархията и нямат право на самостоятелно решение по отношение на приходи и разходи.